# Fußball-Club St. Pauli von 1910 2018-2019
Questa voce raccoglie le informazioni riguardanti l'FC St. Pauli nelle competizioni ufficiali della stagione 2018-2019.

## Stagione
Nella stagione 2018-2019 il St. Pauli, allenato da Markus Kauczinski, concluse il campionato di 2. Bundesliga al 9º posto. In coppa di Germania il St. Pauli fu eliminato al primo turno dal Wehen Wiesbaden.

## Maglie e sponsor
Il fornitore tecnico per la stagione 2018-2019 è Nike, mentre lo sponsor ufficiale è Qatar Airways.
| 1ª divisa | 2ª divisa | 3ª divisa |

## Organigramma societario
Come riportato nel sito ufficiale:
Commissione direttiva
- Presidente: Oke Göttlich
- Vice presidenti: Christiane Hollander, Carsten Höltkemeyer, Joachim Pawlik, Jochen Winand
- Direttore sportivo: Uwe Stöver

Area tecnica
- Allenatore: Markus Kauczinski, Jos Luhukay
- Allenatore in seconda: Markus Gellhaus, Andrew Meredith, André Trulsen
- Preparatore dei portieri: Mathias Hain
- Preparatori atletici: Janosch Emonts, Christoph Hainc, Valentin Lay, Alexander Blase, Dominik Körner, Mike Muretic, Ronald Wollmann
- Analisi video: Andrew Meredith
- Magazzinieri: Andreas Kreft, Siegmar Krahl

Area sanitaria
- Medici: Volker Carrero, Sebastian Schneider
- Fisioterapisti: Alexander Blase, Dominik Körner

## Rosa
Aggiornata al 21 febbraio 2019.
| N. |                        | Ruolo | Calciatore            |
| -- | ---------------------- | ----- | --------------------- |
| 1  | Germania (bandiera)    | P     | Korbinian Müller      |
| 2  | Polonia (bandiera)     | D     | Jakub Bednarczyk      |
| 4  | Germania (bandiera)    | D     | Philipp Ziereis       |
| 5  | Germania (bandiera)    | C     | Marvin Knoll          |
| 6  | Germania (bandiera)    | D     | Christopher Avevor    |
| 7  | Stati Uniti (bandiera) | A     | Kevin Lankford        |
| 8  | Germania (bandiera)    | D     | Jeremy Dudziak        |
| 9  | Germania (bandiera)    | A     | Alexander Meier       |
| 10 | Germania (bandiera)    | C     | Christopher Buchtmann |
| 11 | Tunisia (bandiera)     | A     | Sami Allagui          |
| 12 | Giappone (bandiera)    | A     | Ryō Miyaichi          |
| 14 | Norvegia (bandiera)    | A     | Mats Møller Dæhli     |
| 15 | Germania (bandiera)    | D     | Daniel Buballa        |
| 16 | Germania (bandiera)    | D     | Marc Hornschuh        |
| 18 | Grecia (bandiera)      | A     | Dīmītrīs Diamantakos  |
| 19 | Germania (bandiera)    | D     | Luca-Milan Zander     |
| 20 | Germania (bandiera)    | C     | Richard Neudecker     |

| N. |                            | Ruolo | Calciatore         |
| -- | -------------------------- | ----- | ------------------ |
| 22 | Paesi Bassi (bandiera)     | D     | Justin Hoogma      |
| 23 | Germania (bandiera)        | C     | Johannes Flum      |
| 25 | Paesi Bassi (bandiera)     | A     | Henk Veerman       |
| 27 | Germania (bandiera)        | D     | Jan-Philipp Kalla  |
| 28 | Polonia (bandiera)         | A     | Waldemar Sobota    |
| 29 | Germania (bandiera)        | A     | Jan-Marc Schneider |
| 30 | Germania (bandiera)        | P     | Robin Himmelmann   |
| 31 | Germania (bandiera)        | C     | Ersin Zehir        |
| 33 | Germania (bandiera)        | P     | Svend Brodersen    |
| 34 | Germania (bandiera)        | C     | Jakob Münzner      |
| 35 | Germania (bandiera)        | D     | Brian Koglin       |
| 36 | Rep. Dominicana (bandiera) | A     | Luis Coordes       |
| 38 | Germania (bandiera)        | D     | Florian Carstens   |
| 39 | Corea del Sud (bandiera)   | D     | Park Yi-young      |
| -  | Germania (bandiera)        | C     | Bernd Nehrig       |
| -  | Turchia (bandiera)         | C     | Cenk Şahin         |

## Calciomercato
Aggiornato al 23 febbraio 2019.

### Sessione estiva
| Acquisti | Acquisti          | Acquisti       | Acquisti              |
| R.       | Nome              | da             | Modalità              |
| -------- | ----------------- | -------------- | --------------------- |
| A        | Mats Møller Dæhli | Friburgo       | definitivo (600000 €) |
| A        | Henk Veerman      | Heerenveen     | definitivo (500000 €) |
| C        | Marvin Knoll      | Jahn Ratisbona | definitivo (300000 €) |
| P        | Korbinian Müller  | Unterhaching   | definitivo (gratuito) |
| A        | Marvin Ducksch    | Holstein Kiel  | fine prestito         |

| Cessioni | Cessioni          | Cessioni          | Cessioni                 |
| R.       | Nome              | a                 | Modalità                 |
| -------- | ----------------- | ----------------- | ------------------------ |
| A        | Marvin Ducksch    | Düsseldorf        | definitivo (2 milioni €) |
| A        | Aziz Bouhaddouz   | Al-Batin          | definitivo (750000 €)    |
| P        | Philipp Heerwagen | Ingolstadt 04     | definitivo (50000 €)     |
| D        | Joël Keller       | Weiche Flensburgo | definitivo (gratuito)    |
| D        | Lasse Sobiech     | Colonia           | definitivo (gratuito)    |
| A        | Maurice Litka     | Uerdingen 05      | prestito (30.6.2019)     |
| A        | Choi Kyoung-rok   | Karlsruhe         | ?                        |
| A        | Mats Møller Dæhli | Friburgo          | fine prestito            |
| A        | Thibaud Verlinden | Stoke City        | fine prestito            |

### Sessione invernale
| Acquisti | Acquisti         | Acquisti         | Acquisti                       |
| R.       | Nome             | da               | Modalità                       |
| -------- | ---------------- | ---------------- | ------------------------------ |
| A        | Kevin Lankford   | Heidenheim       | definitivo (100000 €)          |
| D        | Justin Hoogma    | Hoffenheim       | prestito (50000 € - 30.6.2019) |
| D        | Jakub Bednarczyk | Bayer Leverkusen | definitivo (gratuito)          |
| A        | Alexander Meier  | svincolato       | definitivo                     |

| Cessioni | Cessioni              | Cessioni               | Cessioni                       |
| R.       | Nome                  | a                      | Modalità                       |
| -------- | --------------------- | ---------------------- | ------------------------------ |
| C        | Bernd Nehrig          | Eintracht Braunschweig | definitivo (50000 €)           |
| A        | Cenk Şahin            | Ingolstadt 04          | prestito (50000 € - 30.6.2019) |
| D        | Clemens Schoppenhauer | Aalen                  | definitivo (gratuito)          |

## Risultati

### 2. Bundesliga

#### Girone di andata
| Arbitro: | Willenborg |

|          |           |                         |
| Beck 16’ | Marcatori | 29’ Buchtmann 81’ Knoll |

| Arbitro: | Winkmann |

|                             |           |  |
| Neudecker 52’ Buchtmann 85’ | Marcatori |  |

| Arbitro: | Jablonski |

|                                         |           |             |
| Prömel 44’ Gogia 45’ Andersson 57’, 88’ | Marcatori | 71’ Veerman |

| Arbitro: | Cortus |

|                                       |           |                                                            |
| Veerman 13’ Dudziak 25’ Buchtmann 65’ | Marcatori | 35’ Clemens 45’, 53’ (rig.) Terodde 57’ Guirassy 90’ Özcan |

| Arbitro: | Dankert |

|                                        |           |             |
| Kempe 12’ Testroet 31’ Hochscheidt 75’ | Marcatori | 16’ Veerman |

| Arbitro: | Alt |

|  |           |              |
|  | Marcatori | 82’ Miyaichi |

| Arbitro: | Waschitzki |

|                               |           |              |
| Diamantakos 36’ Neudecker 90’ | Marcatori | 32’ Zolinski |

| Amburgo 30 settembre 2018, ore 13:30 CEST 8ª giornata | Amburgo | 0 – 0 referto | St. Pauli | Volksparkstadion (57 000 spett.)\| Arbitro: \| Schmidt \| |
| Arbitro:                                              | Schmidt |               |           |                                                           |

| Arbitro: | Kempter |

|                                           |           |             |
| Diamantakos 17’ Allagui 90’ Buchtmann 90’ | Marcatori | 73’ Behrens |

| Arbitro: | Müller |

|  |           |             |
|  | Marcatori | 84’ Allagui |

| Arbitro: | Dankert |

|  |           |           |
|  | Marcatori | 59’ Serra |

| Arbitro: | Kempkes |

|           |           |                            |
| Staude 7’ | Marcatori | 49’ (rig.) Knoll 56’ Dæhli |

| Arbitro: | Dietz |

|             |           |                 |
| Veerman 62’ | Marcatori | 52’ Schnatterer |

| Arbitro: | Waschitzki |

|            |           |             |
| Stolze 87’ | Marcatori | 39’ Veerman |

| Arbitro: | Aytekin |

|             |           |            |
| Dudziak 47’ | Marcatori | 86’ Müller |

| Arbitro: | Kempkes |

|                |           |                                   |
| Hinterseer 35’ | Marcatori | 15’ Allagui 42’ Veerman 86’ Dæhli |

| Arbitro: | Zwayer |

|                           |           |  |
| Carstens 21’ Miyaichi 69’ | Marcatori |  |

#### Girone di ritorno
| Arbitro: | Schlager |

|                                                  |           |              |
| Nehrig 16’ Knoll 59’ (rig.) Diamantakos 63’, 90’ | Marcatori | 35’ Niemeyer |

| Arbitro: | Gräfe |

|                       |           |              |
| Heller 81’ Dursun 89’ | Marcatori | 37’ Miyaichi |

| Arbitro: | Winkmann |

|                                   |           |                          |
| Allagui 23’ Meier 62’, 90’ (rig.) | Marcatori | 84’ Prömel 86’ Abdullahi |

| Arbitro: | Storks |

|                                   |           |           |
| Córdoba 32’, 53’, 58’ Terodde 85’ | Marcatori | 38’ Meier |

| Arbitro: | Badstübner |

|               |           |                      |
| Buchtmann 11’ | Marcatori | 29’, 49’ Hochscheidt |

| Arbitro: | Rohde |

|           |           |  |
| Meier 54’ | Marcatori |  |

| Arbitro: | Steinhaus |

|  |           |           |
|  | Marcatori | 81’ Meier |

| Arbitro: | Brych |

|  |           |                                       |
|  | Marcatori | 32’, 61’ Lasogga 53’ Narey 88’ Santos |

| Arbitro: | Waschitzki |

|                                             |           |  |
| Wooten 34’ Förster 43’, 49’ Schleusener 46’ | Marcatori |  |

| Amburgo 29 marzo 2019, ore 18:30 CET 27ª giornata | St. Pauli | 0 – 0 referto | Duisburg | Millerntor-Stadion (29 546 spett.)\| Arbitro: \| Dankert \| |
| Arbitro:                                          | Dankert   |               |          |                                                             |

| Arbitro: | Zwayer |

|                            |           |                  |
| Mühling 50’ (rig.) Lee 53’ | Marcatori | 43’ (rig.) Meier |

| Arbitro: | Stegemann |

|              |           |                |
| Miyaichi 48’ | Marcatori | 5’ (rig.) Klos |

| Arbitro: | Cortus |

|                                  |           |  |
| Schnatterer 18’ Dovedan 26’, 28’ | Marcatori |  |

| Arbitro: | Alt |

|                                                 |           |                                |
| Diamantakos 35’ Flum 52’ Knoll 72’ Miyaichi 86’ | Marcatori | 27’, 40’ Ghaddioui 90’ Adamyan |

| Arbitro: | Kempter |

|                             |           |                 |
| Ebert 23’ (rig.) Burnić 75’ | Marcatori | 57’ Diamantakos |

| Amburgo 12 maggio 2019, ore 15:30 CEST 33ª giornata | St. Pauli | 0 – 0 referto | Bochum | Millerntor-Stadion (29 546 spett.)\| Arbitro: \| Siebert \| |
| Arbitro:                                            | Siebert   |               |        |                                                             |

| Arbitro: | Kampka |

|                      |           |                 |
| Reese 51’ Magyar 90’ | Marcatori | 53’ Diamantakos |

### Coppa di Germania
| Arbitro: | Dingert |

|                                                  |           |                           |
| Reddemann 35’ Schäffler 103’ (rig.) Schmidt 105’ | Marcatori | 51’ Neudecker 109’ Avevor |

## Statistiche
Statistiche aggiornate al 24 febbraio 2019.

### Statistiche di squadra
| Competizione      | In casa | In casa | In casa | In casa | In casa | In casa | In trasferta | In trasferta | In trasferta | In trasferta | In trasferta | In trasferta | Totale | Totale | Totale | Totale | Totale | Totale | DR |
| Competizione      | G       | V       | N       | P       | Gf      | Gs      | G            | V            | N            | P            | Gf           | Gs           | G      | V      | N      | P      | Gf     | Gs     | DR |
| ----------------- | ------- | ------- | ------- | ------- | ------- | ------- | ------------ | ------------ | ------------ | ------------ | ------------ | ------------ | ------ | ------ | ------ | ------ | ------ | ------ | -- |
| Campionato        | 12      | 7       | 2       | 3       | 23      | 15      | 11           | 5            | 2            | 4            | 14           | 17           | 23     | 12     | 4      | 7      | 37     | 32     | +5 |
| Coppa di Germania | 0       | 0       | 0       | 0       | 0       | 0       | 1            | 0            | 0            | 1            | 2            | 3            | 1      | 0      | 0      | 1      | 2      | 3      | -1 |
| Totale            | 12      | 7       | 2       | 3       | 23      | 15      | 12           | 5            | 2            | 5            | 16           | 20           | 24     | 12     | 4      | 8      | 39     | 35     | +4 |

### Andamento in campionato
| Giornata  | 1 | 2 | 3 | 4 | 5  | 6  | 7 | 8 | 9 | 10 | 11 | 12 | 13 | 14 | 15 | 16 | 17 | 18 | 19 | 20 | 21 | 22 | 23 | 24 | 25 | 26 | 27 | 28 | 29 | 30 | 31 | 32 | 33 | 34 |
| --------- | - | - | - | - | -- | -- | - | - | - | -- | -- | -- | -- | -- | -- | -- | -- | -- | -- | -- | -- | -- | -- | -- | -- | -- | -- | -- | -- | -- | -- | -- | -- | -- |
| Luogo     | T | C | T | C | T  | T  | C | T | C | T  | C  | T  | C  | T  | C  | T  | C  | C  | T  | C  | T  | C  | C  | T  | C  | T  | C  | T  | C  | T  | C  | T  | C  | T  |
| Risultato | V | V | P | P | P  | V  | V | N | V | V  | P  | V  | N  | N  | N  | V  | V  | V  | P  | V  | P  | P  | V  | V  | P  | P  | N  | P  | N  | P  | V  | P  | N  | P  |
| Posizione | 4 | 1 | 6 | 9 | 11 | 11 | 7 | 6 | 5 | 3  | 5  | 2  | 4  | 4  | 4  | 4  | 4  | 3  | 4  | 3  | 5  | 6  | 4  | 4  | 4  | 4  | 5  | 6  | 7  | 8  | 6  | 6  | 7  | 9  |

Legenda:

Luogo: C = Casa; T = Trasferta. Risultato: V = Vittoria; N = Pareggio; P = Sconfitta.

### Statistiche dei giocatori
| Giocatore       | Campionato | Campionato | Campionato  | Campionato | Coppa di Germania | Coppa di Germania | Coppa di Germania | Coppa di Germania | Totale   | Totale | Totale      | Totale     |
| Giocatore       | Presenze   | Reti       | Ammonizioni | Espulsioni | Presenze          | Reti              | Ammonizioni       | Espulsioni        | Presenze | Reti   | Ammonizioni | Espulsioni |
| --------------- | ---------- | ---------- | ----------- | ---------- | ----------------- | ----------------- | ----------------- | ----------------- | -------- | ------ | ----------- | ---------- |
| S. Allagui      | 15         | 4          | 3           | 0          | 1                 | 0                 | 0                 | 0                 | 16       | 4      | 3           | 0          |
| C. Avevor       | 20         | 0          | 3           | 0          | 1                 | 1                 | 0                 | 0                 | 21       | 1      | 3           | 0          |
| J. Bednarczyk   | 0          | 0          | 0           | 0          | 0                 | 0                 | 0                 | 0                 | 0        | 0      | 0           | 0          |
| S. Brodersen    | 1          | -4         | 0           | 0          | 0                 | 0                 | 0                 | 0                 | 1        | -4     | 0           | 0          |
| D. Buballa      | 18         | 0          | 1           | 0          | 1                 | 0                 | 1                 | 0                 | 19       | 0      | 2           | 0          |
| C. Buchtmann    | 17         | 5          | 5           | 0          | 0                 | 0                 | 0                 | 0                 | 17       | 5      | 5           | 0          |
| F. Carstens     | 11         | 1          | 2           | 0          | 0                 | 0                 | 0                 | 0                 | 11       | 1      | 2           | 0          |
| L. Coordes      | 0          | 0          | 0           | 0          | 0                 | 0                 | 0                 | 0                 | 0        | 0      | 0           | 0          |
| M.M. Dæhli      | 23         | 2          | 2           | 0          | 1                 | 0                 | 0                 | 0                 | 24       | 2      | 2           | 0          |
| D. Diamantakos  | 13         | 4          | 2           | 0          | 1                 | 0                 | 1                 | 0                 | 14       | 4      | 3           | 0          |
| J. Dudziak      | 18         | 2          | 3           | 0          | 1                 | 0                 | 0                 | 0                 | 19       | 2      | 3           | 0          |
| J. Flum         | 16         | 0          | 5           | 0          | 1                 | 0                 | 0                 | 0                 | 17       | 0      | 5           | 0          |
| R. Himmelmann   | 22         | -28        | 0           | 0          | 1                 | -3                | 0                 | 0                 | 23       | -31    | 0           | 0          |
| J. Hoogma       | 3          | 0          | 0           | 0          | 0                 | 0                 | 0                 | 0                 | 3        | 0      | 0           | 0          |
| M. Hornschuh    | 0          | 0          | 0           | 0          | 0                 | 0                 | 0                 | 0                 | 0        | 0      | 0           | 0          |
| J.-P. Kalla     | 5          | 0          | 0           | 0          | 0                 | 0                 | 0                 | 0                 | 5        | 0      | 0           | 0          |
| M. Knoll        | 22         | 3          | 3           | 0          | 1                 | 0                 | 1                 | 0                 | 23       | 3      | 4           | 0          |
| B. Koglin       | 0          | 0          | 0           | 0          | 0                 | 0                 | 0                 | 0                 | 0        | 0      | 0           | 0          |
| K. Lankford     | 0          | 0          | 0           | 0          | 0                 | 0                 | 0                 | 0                 | 0        | 0      | 0           | 0          |
| R. Neudecker    | 14         | 2          | 1           | 0          | 1                 | 1                 | 0                 | 0                 | 15       | 3      | 1           | 0          |
| A. Meier        | 5          | 4          | 0           | 0          | 0                 | 0                 | 0                 | 0                 | 5        | 4      | 0           | 0          |
| R. Miyaichi     | 15         | 3          | 3           | 0          | 0                 | 0                 | 0                 | 0                 | 15       | 3      | 3           | 0          |
| K. Müller       | 0          | 0          | 0           | 0          | 0                 | 0                 | 0                 | 0                 | 0        | 0      | 0           | 0          |
| J. Münzner      | 0          | 0          | 0           | 0          | 0                 | 0                 | 0                 | 0                 | 0        | 0      | 0           | 0          |
| Y. Park         | 1          | 0          | 0           | 0          | 0                 | 0                 | 0                 | 0                 | 1        | 0      | 0           | 0          |
| J.-M. Schneider | 5          | 0          | 0           | 0          | 0                 | 0                 | 0                 | 0                 | 5        | 0      | 0           | 0          |
| W. Sobota       | 11         | 0          | 2           | 0          | 1                 | 0                 | 0                 | 0                 | 12       | 0      | 2           | 0          |
| H. Veerman      | 16         | 6          | 3           | 0          | 1                 | 0                 | 0                 | 0                 | 17       | 6      | 3           | 0          |
| L. Zander       | 11         | 0          | 1           | 0          | 0                 | 0                 | 0                 | 0                 | 11       | 0      | 1           | 0          |
| E. Zehir        | 11         | 0          | 1           | 0          | 0                 | 0                 | 0                 | 0                 | 11       | 0      | 1           | 0          |
| P. Ziereis      | 16         | 0          | 5           | 0          | 1                 | 0                 | 1                 | 0                 | 17       | 0      | 6           | 0          |
| B. Nehrig       | 6          | 1          | 1           | 0          | 1                 | 0                 | 0                 | 0                 | 7        | 1      | 1           | 0          |
| C. Şahin        | 7          | 0          | 2           | 0          | 1                 | 0                 | 0                 | 0                 | 8        | 0      | 2           | 0          |